# TI Oceania
Le TI Oceania, nommé également Hellespont Fairfax, puis SA Oceania à partir de décembre 2023, est le plus grand pétrolier à double coque au monde. Il a été construit au chantier Daewoo en Corée du Sud en 2002, navigue sous pavillon grec et est immatriculé aux îles Marshall.
Son armateur est Hellespont Shipping Corporation, basée au Pirée en Grèce, opérant quatre navires : l’Hellespont Alhambra, l’Hellespont Metropolis, l’Hellespont Tara et l’Hellespont Fairfax. Ces navires possèdent des doubles coques renforcées, un système de gaz inerte pour les ballasts pour la lutte anti-incendie et la protection contre la corrosion, et une couche de peinture pour protéger les revêtements internes.
Les quatre pétroliers ont été construits pour la haute qualité. Par exemple, leur vitesse de service relativement élevée (16,5 nœuds à pleine charge, 17,5 nœuds lège) leur permet une plus grande flexibilité ; les échantillonnages sont supérieurs aux standards de cette classe.
L’Hellespont Fairfax a été racheté en 2004 par l'Overseas Shipping Group, et renommé TI Oceania ; il navigue à présent sous pavillon belge. Son cout d’affrètement en 2015 est de 50 000 dollars par jour.

## Source
- (en) Cet article est partiellement ou en totalité issu de l’article de Wikipédia en anglais intitulé « Hellespont Fairfax » (voir la liste des auteurs).

1. ↑  Antoine Ducarre, « Colosses des mers : quels sont les supertankers les plus grands du monde ? », sur Science et vie, 24 novembre 2024 (consulté le 27 novembre 2024)
2. ↑  (en) « Pétrole. De bien étranges ballets sur l’Atlantique », sur Ouest-France, 29 décembre 2015 (consulté le 1er janvier 2016).